# Емили Дикинсон
Емили Елизабет Дикинсон (енгл. Emily Dickinson; Амерст, Масачусетс, 10. децембар 1830 — 15. мај 1886) је била америчка песникиња.
Иако је Дикинсон много писала, током њеног живота објављено је само десетак од њених скоро 1.800 песама. Многе њене песме баве се темама смрти и бесмртности, затим вечношћу, љубављу и Богом што су све теме које се понављају у писмима пријатељима.

## Биографија
Емили Дикинсон се сматра једном од највећих америчких песникиња. Као девојка због здравствених проблема већи део времена проводи у кући непрестано читајући књиге и пишући песме. Провела је само једну годину на Академији у Амхерсту учећи ботанику и друге природне науке, потом је краткотрајно похађала Маунт Холјок колеџ, да би се 1850. потпуно повукла из јавног живота у своју породичну кућу у Амхерсту. Након тога, са људима је општила искључиво преко писама. Њену љубав према самоћи неки сматрају патолошком а други романтичном. Највероватније је да се осамила због несрећне љубави према свештенику Чарлсу Вадсворту, али постоје претпоставке да је то урадила због недопуштене љубави према братовљевој супрузи или због неслагања са оцем или да је патила од агорафобије. Неки тумачи њеног живота и дела мисле да јој је самоћа била неопходна да би несметано писала песме и да је због тога изабрала такав начин живота. У осами је гајила цвеће а хербаријум је почела да попуњава још у детињству. Њена колекција сувог цвећа садржи преко 400 врста. У 38. години живота престала је да иде у цркву "делом и зато што је пронашла лични рај у својим вртовима". Локално становништво ју је сматрало ексцентричном. Она је развила препознатљиву склоност ка белој одећи и постала позната по својој невољности да поздрави госте, или да касније у животу напусти своју спаваћу собу. Дикинсон се никада није удала, а већина пријатељстава између ње и других била је искључиво заснована на кореспонденцији.
Умрла је у 56. години живота, 15. маја 1886. године.

## Дело
За свог живота Емили Дикинсон је објавила само 10 песама и једно писмо. По њеној жељи, након њене смрти сестра јој је спалила писма, али је сачувала 40 свезака са преко 1000 песама у рукопису од којих многе нису биле завршене. Њене песме одликују се препознатљивим, уникатним стилом, са невероватним даром за речи, обједињујући комбинацију префињеног осећаја и врхунског интелекта. Инспирацију за своја дела проналазила је у Библији, Шекспировим делима и класичној митологији. Нарочит утицај на њену поезију имају пуританизам и трансцендентализам.
И њено познавање ботанике је доста утицало на сликовност њених песама. У 1789 песма, колико их је укупно написала, Дикинсон помиње биљке готово 600 пута и именује 80 различитих врста. Цветне врсте помиње 350 пута, најчешће ружу, док детелина и бела рада симболишу њу у њеним стиховима.
Песме Емили Дикинсон немају наслове, одликује их необична употреба цртице и интерпункције уопште, као и великог слова и неправилна рима. Радови који су објављени током њеног живота обично су били знатно измењени од стране издавача, како би одговарали конвенционалним поетским правилима тог времена. Због тога су тек 1998. објављене без измена у духу енглеског правописа. Већина њених песама има облик метафоричне дефиниције која се потом наставља проширеним поређењем попут песме која почиње стиховима "Нада је ствар са перјем" ("Hope’ is the thing with feathers"). Описујући један појам другим, истовремено замагљује и проширује значење оба појма. Њене песме се обично завршавају неодређено, без коначног закључка или поенте. Дикинсон често користи и синегдоху.
Комплетирана и уређена колекција свих њених песама први пут је објављена 1890. године у Бостону четири године после њене смрти. Прво интегрално нередиговано издање њених песама изашло је тек 1955.

## Преводи

### На српском језику
Песме Емили Дикинсон су на српски језик преводили Бранка и Иван В. Лалић, Татијана Дракулић, Љубица Стрнчевић, Јасна Левингер, Марко Вешовић, Љиљана Ђурђић, Жељко М. Костић, Владимир Јагличић, Драган Пурешић, Ана Стјеља, Асја Бакић и Александар Шурбатовић.

#### Књиге поезије
- Pesme / Emili Dikinson ; prevod Ivan V. Lalić ; predgovor Vilijem Ljus ; pogovor Ivan V. Lalić. - Beograd : Književne novine, 1976.
- Lepotica Amhersta / Vilijem Ljus ; prevod Branka i Ivan V. Lalić. Pesme / Emili Dikinson ; prevod Ivan V. Lalić ; predgovor Vilijem Ljus ; pogovor Ivan V. Lalić. - Beograd : Književne novine, [1988]?
- Poezija / Emili Dikinson ; [prevod Jasna Levinger, Marko Vešović ; predgovor i komentar Marko Vešović]. - Sarajevo : Svjetlost. 1988.  978-86-01-01252-3.
- Poezija / Emili Dikinson ; preveli Marko Vešović i Jasna Levinger. - Cetinje : Otvoreni kulturni forum. 2014.  978-86-85747-78-6.
- Ja sam niko! A ti, ko si? / Emili Dikinson ; izbor, prevod i tumačenja Aleksandar Šurbatović. - Beograd : Mali vrt. 2016.  978-86-85639-32-6.

#### Писма
Песникињина писма су преводиле Марија Кнежевић и Теодора Илић и објављена је једна књига њених писама:
- Отвори ме пажљиво : intimna pisma Suzani Hantington Gilbert / Емили Дикинсон ; избор и превод са енглеског Теодора Илић. - Вршац : Књижевна општина Вршац. 2013.  978-86-7497-229-8.

### На страним језицима
Поезија Емили Дикинсон је била преведена на мноштво језика, укључујући француски, шпански, персијски, курдски, грузијски и руски. Неки од примера тих превода су:
- Краљица стидљивих љубичица, курдски превод преводиоца Мадех Пирјонеси објављен 2016. године.[10][11][12]
- Француски превод Шарлоте Малансон који обухвата 40 поема.[13]
- Персијски преводи: три персијска превода Емили Дикинсон су доступна.[10][14]

## Галерија
- Портрет Емили Дикинсон
- Кућа Емили Дикинсон, данас музеј
- Поштанска маркица са ликом Емили Дикинсон издата 1971.
- Рукопис Емили Дикинсон
- Прва књига Емили Дикинсон, 1890.
- Улаз у једну библиотеку у Њујорку